# Гомосоциализация
Гомосоциализация или ЛГБТ-социализация это процесс, посредством которого ЛГБТ-люди встречаются, связываются и интегрируются в ЛГБТ-сообщество, особенно с людьми той же сексуальной ориентации и гендерной идентичности, помогая формировать также их собственную личность.

## Пространства
Пространствами гомосоциализации являются те физические или виртуальные места, часто посещаемые ЛГБТ-людьми, чтобы встретиться с другими людьми из сообщества или найти партнеров по сексу, любовников и где можно свободно выражать свою половую принадлежность.